# Веселена Радева
Веселена Емилова Радева, известна още като Витошкото момиче, е българска шопска народна певица, два пъти лауреат на детския радио конкурс „Песен-находка“ на БНР (2005, 2006).

## Биография
Веселена Радева е родена в София на 16 юни 1989 г. в музикално семейство. Баща и Емил Радев Димитров е ръководител на оркестъра за народна музика „Запад“, с. Мърчаево. Баба и по бащина линия също е шопска певица.
С музика Веселена се занимава от малка, като първите и опити са в областта на пианото, но в по-късна възраст се преориентира към народното пеене. Ученичка е на странджанската певица Калина Згурова.
Веселена Радева следва политология в Софийския университет „Св. Климент Охридски“. Тя е заместник-председател на „Студентски клуб на политолога“.

## Фолклорен регион
Макар Веселена Радева да е известна най-вече с изпълненията си на песни от шопския и пазарджишкия фолклорен регион, репертоарът и включва и редица композиции от родопския, странджанския, граовския, тракийския, добруджанския, северняшия и македонския регион.
Шопската певица е активна в областта на търсенето, записването и популяризирането на фолклорни песни от редица краища в страната.
Репертоарът на Веселена Радева не се изчерпва със събиране и популяризиране на фолклорни песни, а включва и авторски.

## Участия
Веселена Радева е честа участничка във фолклорното предаване „От българско, по-българско“ по ТВ СКАТ.
Тя има множество записи с оркестъра за народна музика към БНР, а нейни песни звучат често по националното радио. На 5 май 2011 тя бе специален гост и участник в концерта „20 години заедно“ на БНР в чест на диригентът на Оркестъра за народна музика на Българското национално радио Христофор Раданов.
Има множество участия в чужбина на фестивали в Италия, Полша, Гърция, Турция, Северна Македония. Редовна участничка е в множество събори, концерти и фолклорни прояви от всякакъв тип в страната.

## Награди
- Освен спечелването на наградата лауреат на БНР две поредни години, Веселена Радева е носителка на златен медал от Националния детско-юношески конкурс за музикално и танцово изкуство „Орфеева дарба“ (2008), както и на два сребърни медала от същия (2006, 2007).
- „Бронзова лира“ от Националния музикален фолклорен конкурс „Орфеево изворче“, Стара Загора (2007).
- Бронзовото отличие на деветия детски фолклорен събор през 2005, проведен в гр. Болярово.
- Тя печели конкурса „Надпяване“ на БНР за песен на месец март, и в края на 2011 ще участва в конкурса за песен на годината.
- Наградена е също с множество грамоти от различни конкурси и фестивали, в които е взела участие.